# The Dark Backward
The Dark Backward é um filme de comédia satírica estadunidense de 1991, escrito e dirigido por Adam Rifkin e estrelado por Judd Nelson, Bill Paxton, Lara Flynn Boyle, Wayne Newton e Claudia Christian. O filme apresenta efeitos especiais de maquiagem de Alterian, Inc..

## Sinopse
Um homem persegue a carreira de comediante stand-up encorajado por um amigo, que o julga o melhor, quando, na verdade, ele é péssimo em comédia. Quando o "comediante" aparece com um terceiro braço, seu amigo usa isto para dar novos rumos à carreira do jovem, conseguindo um agente de talentos. No entanto, quando a tal carreira começa a progredir, começam os problemas amorosos.

## Elenco
- Judd Nelson	 como 	Marty Malt
- Bill Paxton	como 	Gus
- Wayne Newton	como 	Jackie Chrome
- Lara Flynn Boyle	como 	Rosarita
- James Caan	como 	Dr. Scurvy
- Rob Lowe	como 	Dirk Delta
- King Moody	como 	Twinkee Doodle
- Claudia Christian	como 	Kitty
- Danny Dayton	como 	Syd
- Carrie Lynn	como 	Nicolette

## Recepção
The Dark Backward teve um desempenho extremamente ruim durante sua execução limitada, fazendo apenas US$ 28 654.

## Lançamento
O filme foi lançado nos cinemas em 26 de julho de 1991. Em março de 1992, o filme foi lançado em videocassete e laserdisc pela RCA/Columbia. Mais tarde, o filme saiu de catálogo até 21 de agosto de 2007, quando a Sony Pictures Home Entertainment lançou uma edição especial em DVD.